# نوش جای
نوش جای در قاعده گلبرگ‌ها قرار گرفته و مایع شیرینی که سنتز می‌کند حشرات را به سمت خود جلب می‌کند. نوش جای ممکن است یک چاله ساده (مانند آلاله) یا به صورت یک مهمیز مانند تاج المولوک و بنفشه باشد.